# Y Monocerotis
Y Monocerotis är en pulserande variabel av Mira Ceti-typ (M) i Enhörningens stjärnbild.
Stjärnan varierar mellan visuell magnitud 8,6 och 14,9 med en period av 227 dygn.